# Maurizio Rotundi
Maurizio Rotundi (geb. vor 1965) ist ein italienischer Dokumentarfilm- und Fernsehregisseur.
Rotundi begann seine Karriere Mitte der 1960er Jahre als Regieassistent und schuf zwischen 1969 und 1973 etliche Dokumentarfilme. Ab Beginn der 1980er Jahre arbeitete er für das Fernsehen, für das sein größter Erfolg die 13-teilige Serie L'ispettore Sarti, zu dem er auch die meisten Drehbücher verfasste, nach den Romanen Loriano Macchiavellis darstellt. 1994 war er einmalig als Schauspieler engagiert, als er in Nico D’Alessandrias Der imaginäre Freund eine Rolle übernahm.

## Filmografie
- 1991: L'ispettore Sarti (Fernsehserie, 13 Teile)